# Beningerslikken
De Beningerslikken is een natuurgebied op Voorne-Putten in de Nederlandse provincie Zuid-Holland. Dit vogelreservaat ligt drie kilometer van Hellevoetsluis, vlak bij Oudenhoorn  en Zuidland. Een deel van de voormalige buitendijkse landbouwgronden - bijna driehonderd hectare - is in beheer bij Natuurmonumenten. Het is een langgerekt riet-ruigte gebied aan het Haringvliet met stukken grasland waar begrazing door koeien plaatsvindt om het open te houden. 

## Intergetijdennatuur
Met de afsluiting van het Haringvliet in 1970 verdween het getij uit dit gebied. De overgang van zout naar zoet water werd een harde scheiding, evenals de overgang van diep naar ondiep water. Dit zorgde voor een verandering in de natuur. Waar vroeger riet en biezen de slikken bedekten, kregen bomen, struweel en ruigtekruiden een kans om te groeien. Nu het besluit is genomen om de Haringvlietsluizen in 2018 op een kier te zetten, zullen de oevers van het Haringvliet weer iets van hun intergetijden-dynamiek terug kunnen krijgen. Er worden ondiepe oevers ontwikkeld en om deze te beschermen wordt een vooroeververdediging aangelegd. Op andere plaatsen kronkelen nieuwe 
kreken en geulen de gorzen in. Hierdoor komen de lagere delen weer onder directe rivierinvloed te staan en zal de waterstand meer gaan variëren. Er zal moerasachtige, natte intergetijdennatuur ontstaan met op de hogere delen struweelvorming. 

## Flora en fauna
De Koninklijke Nederlandse Natuurhistorische Vereniging (KNNV) heeft gedurende 25 jaar vogeltellingen uitgevoerd in het gebied en daarnaast ook gegevens verzameld over andere dieren en de flora in de Beningerslikken. In 2010 is hiervan een verslag gepubliceerd. De waarnemers hebben 81 soorten broedvogels en 89 soorten niet-broedvogels geteld. In dit verslag wordt gesteld dat het 'kierbesluit' met betrekking tot de Haringvlietsluizen nadelig zal zijn voor bosvogels en goed voor rietvogels zoals baardmannetje en kleine karekiet. Op de inventarisatielijst van de in het gebied voorkomende planten staan zeven Rode Lijstsoorten. Dit zijn echte heemst, selderij, spindotterbloem, zilt torkruid, sierlijke vetmuur, kamgras, veldgerst en kattendoorn.

## Uitbreiding
De Beningerslikken aan de westkant van de rivier het Spui worden uitgebreid. De polder Beningerwaard en de buitengorzen Beningerwaard worden omgevormd tot een gebied met moerasachtige, natte natuur dat onder invloed zal staan van getijden. Samen met de Beningerslikken zullen ze een natuurgebied vormen van vijfhonderd hectare. De uitbreidingswerkzaamheden zullen eind 2013 gereed zijn en het eerste jaar zal Natuurmonumenten het beheer gaan uitvoeren. De uitbreiding betekent dat het gebied alleen door het Spui gescheiden wordt van het beschermde natuurgebied Korendijkse Slikken. 

## Toegankelijkheid en recreatie
Het deel van de slikken dat beheerd wordt door Natuurmonumenten is niet toegankelijk, maar vanaf de Zeedijk te overzien. Bij de gebiedsuitbreiding wordt ook in wandel- en fietspaden voorzien en een uitkijktoren geplaatst waardoor het gebied aantrekkelijker wordt voor natuurrecreanten. 

## Fotogalerij

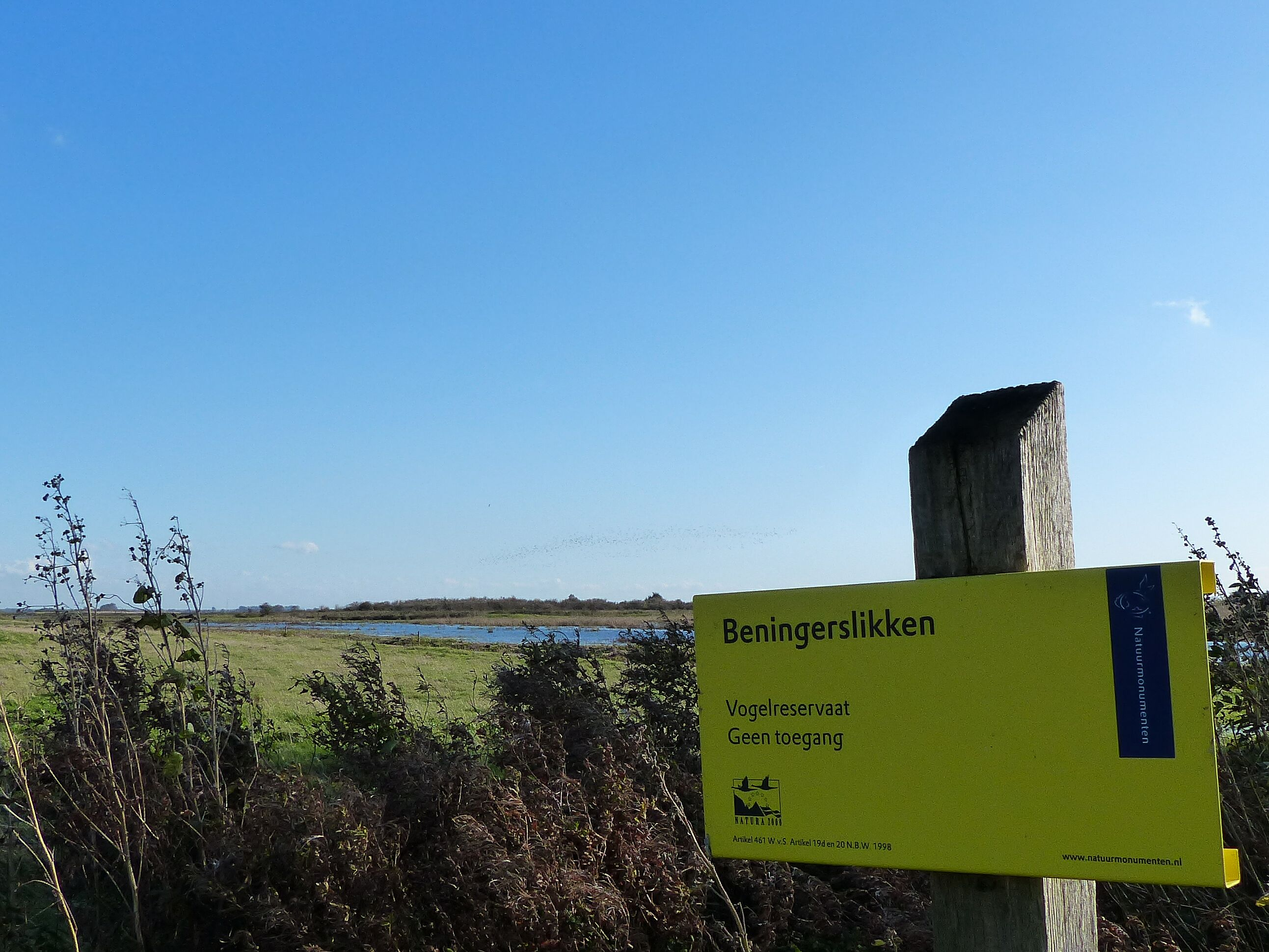
Beschermd natuurgebied
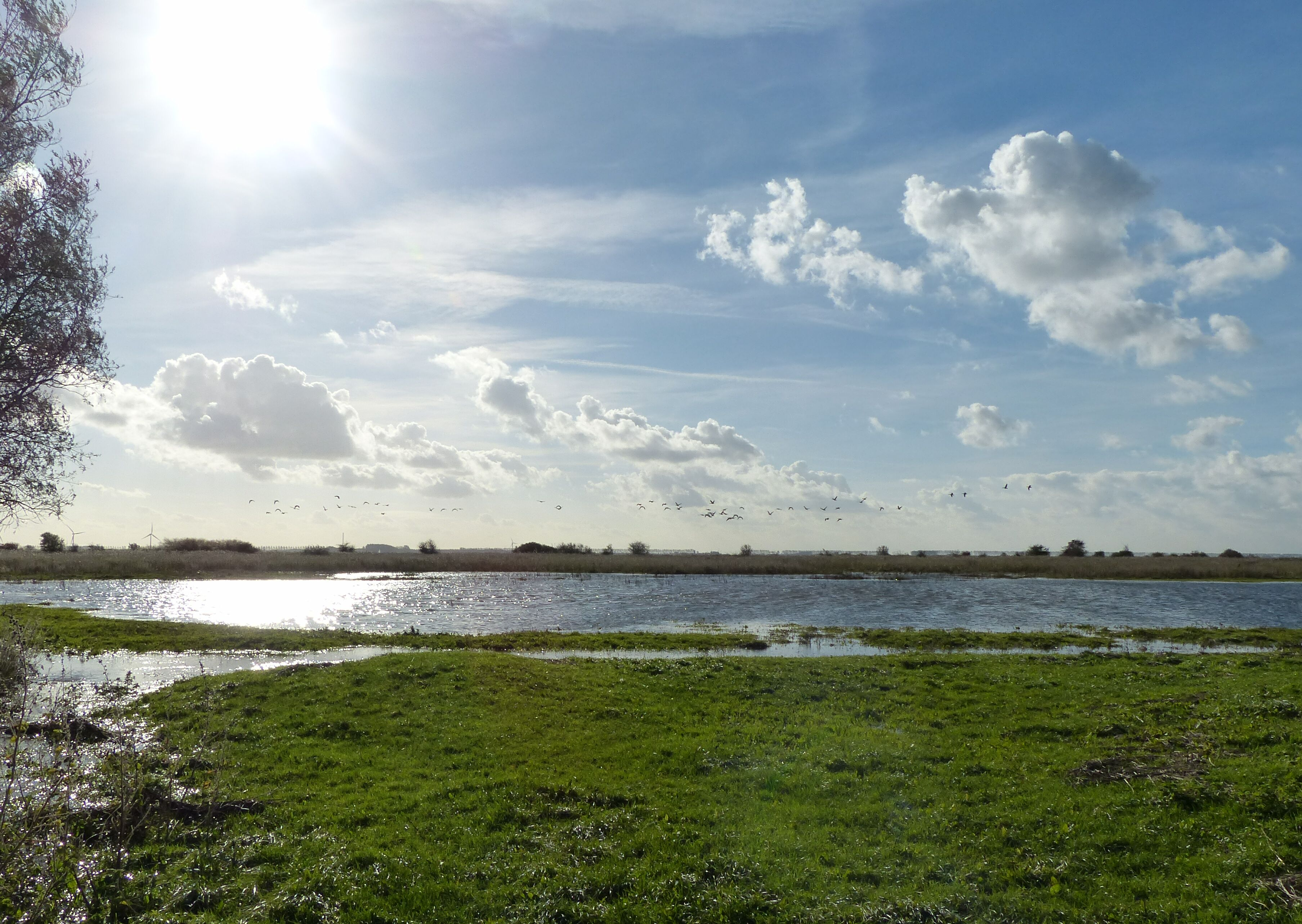
Waterrijk vogelreservaat
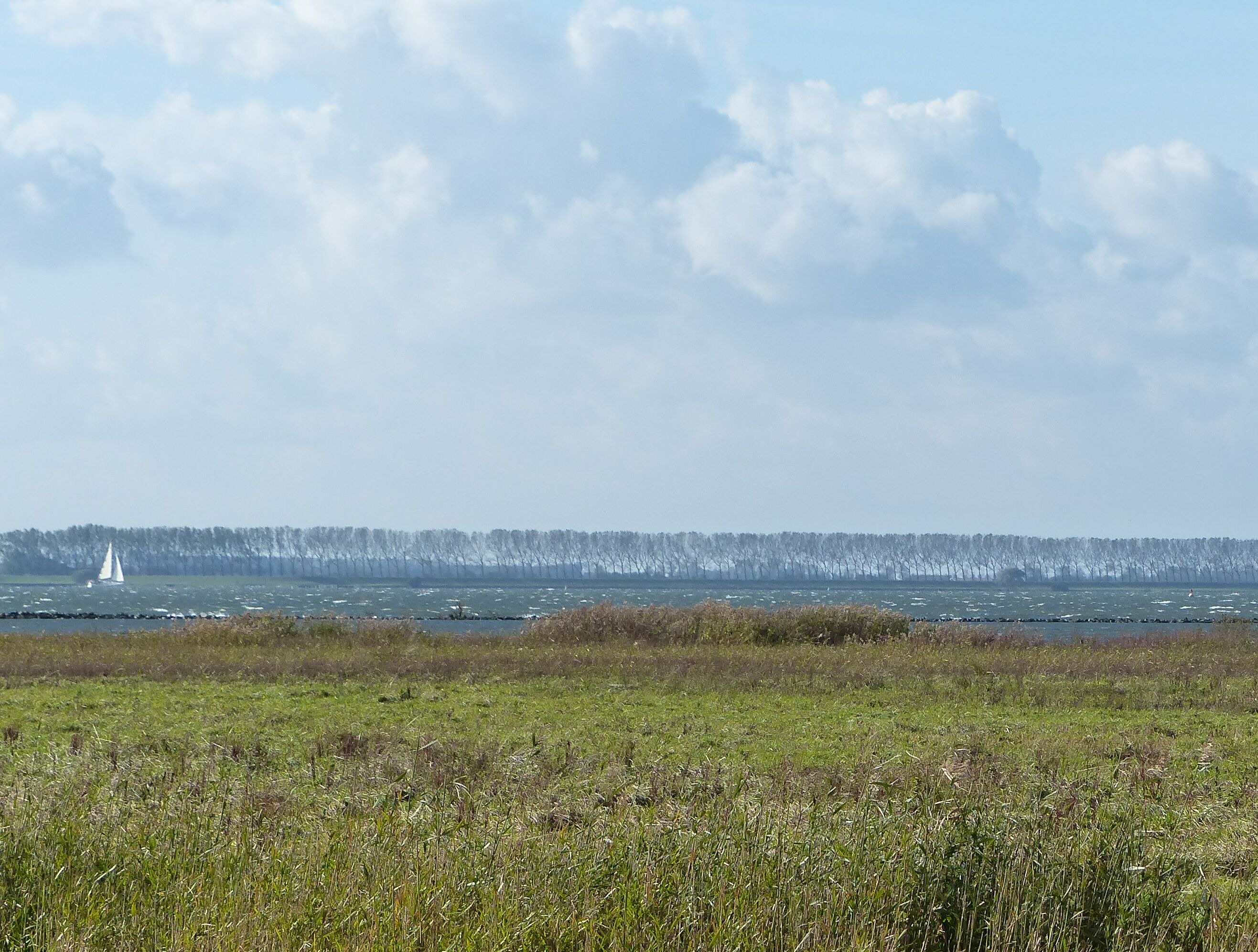
Dam in het Haringvliet
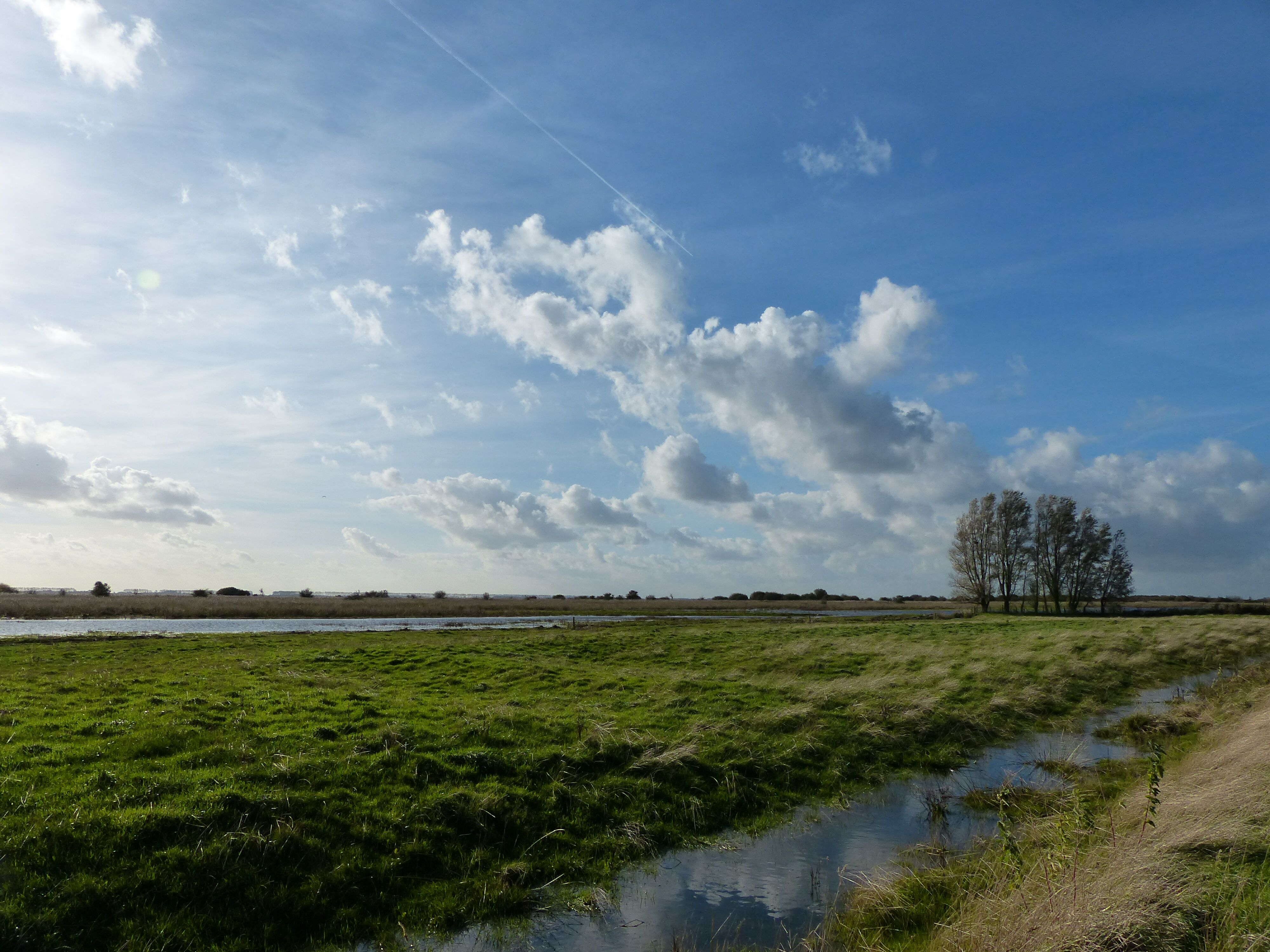
Grasland en plassen
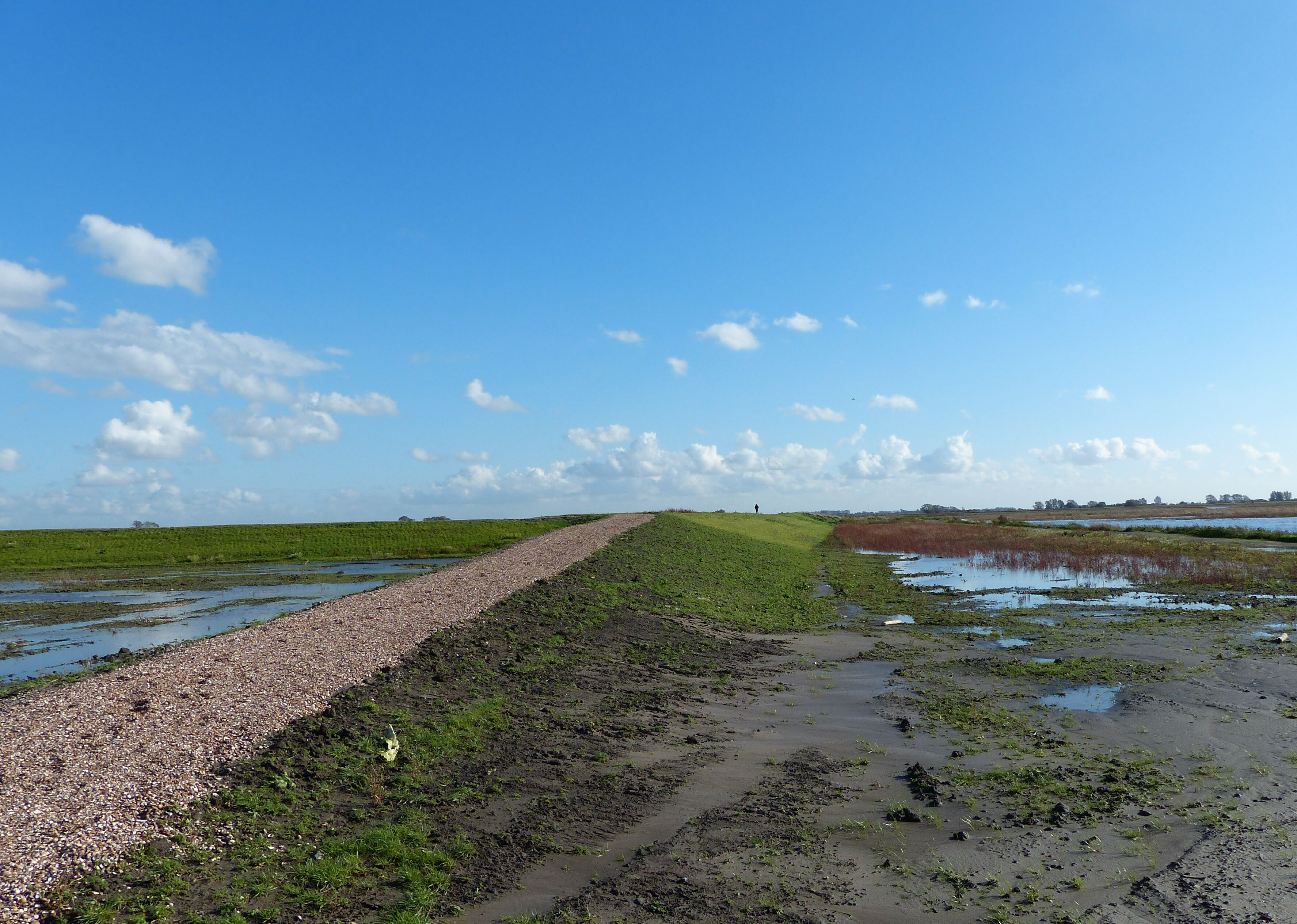
Aanleg wandelpad
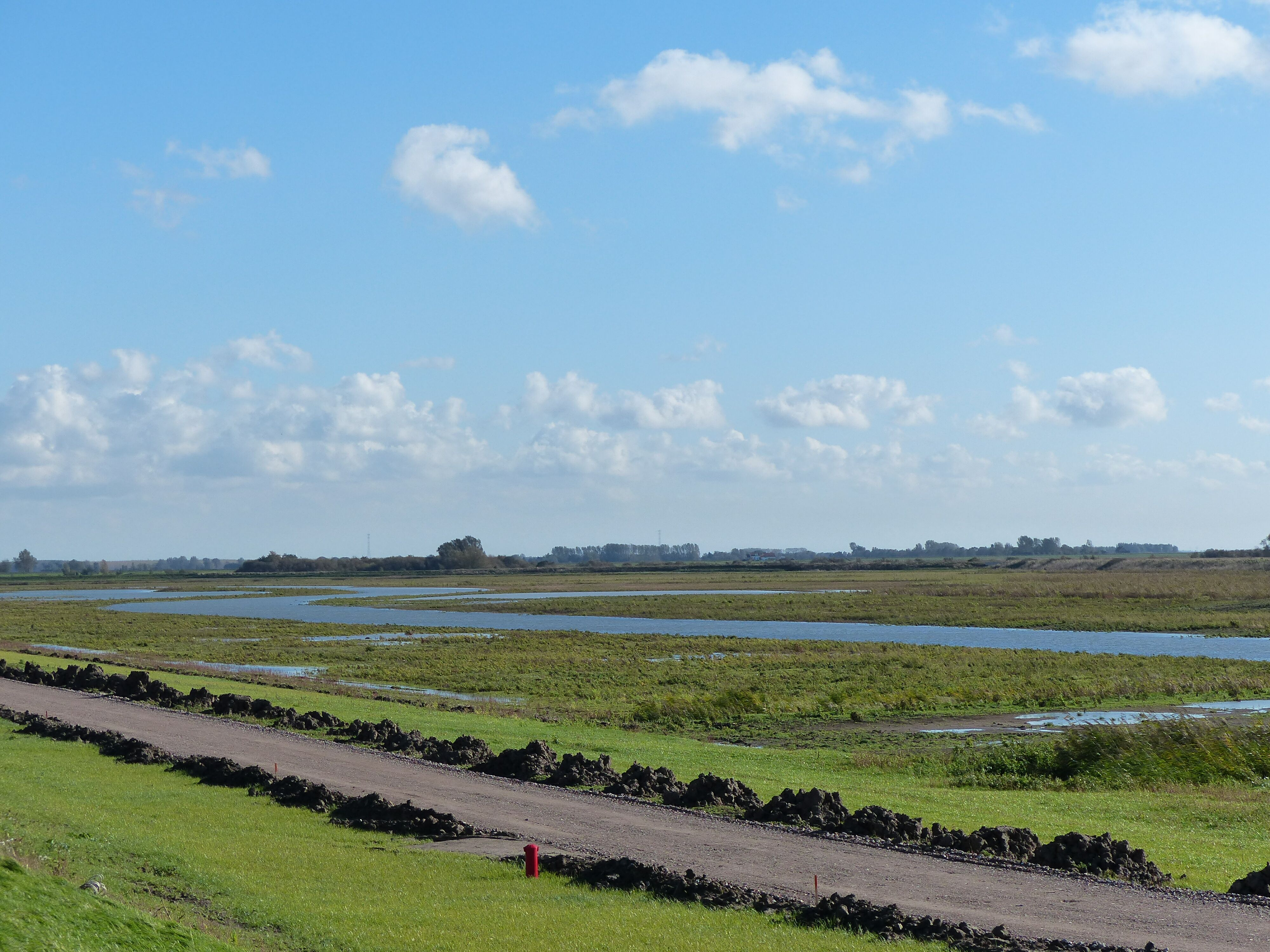
Aanleg fietspad